# Carskoselski licej
Carskoselski licej (rus. Импера́торский Царскосе́льский лице́й, od 1843. - Aleksandrovski licej) - privilegirana srednja škola u Ruskom Carstvu koja je djelovala u Carskom Selu od 1811. do 1843. U ruskoj povijesti je poznata prvenstveno kao škola koju je pohađao A.S. Puškin i kojoj je posvetio nekoliko pjesama.

## Vanjske poveznice
- Grot, K.J., Puškinski Licej (1811-1817) (1911.)
- Pavlova, S., Ješčo odno licejskoje imja, Naše naslijeđe, 2008., br. 85